# Semiothisa
Genre
Semiothisa est un genre de lépidoptères (papillons) de la famille des Geometridae.

## Principales espèces(à compléter)
- Semiothisa adonis (Barnes et McDunnough, 1918).
- Semiothisa aemulataria (Walker, 1861).
- Semiothisa aequiferaria (Walker, 1861).
- Semiothisa aliceata (Cassino, 1928).
- Semiothisa alternaria (Hübner, 1809) - Philobie alternée.
- Semiothisa artesiaria (Denis et Schiffermüller, 1775).
- Semiothisa arubrescens McDunnough, 1939.
- Semiothisa aspirata (Pearsall, 1913).
- Semiothisa atrofasciata (Packard, 1876).
- Semiothisa azureata (Cassino, 1928).
- Semiothisa ballandrata (W. S. Wright, 1923).
- Semiothisa banksianae Ferguson, 1974.
- Semiothisa bicolorata (Fabricius, 1798).
- Semiothisa bisignata (Walker, 1866).
- Semiothisa burneyata McDunnough, 1939.
- Semiothisa californiaria (Packard, 1871).
- Semiothisa carbonaria (Clerck, 1759) - Philobie charbonnée.
- Semiothisa clathrata (Linnaeus, 1758) - Géomètre à barreaux - synonyme : Chiasmia clathrata (Linnaeus, 1758).
- Semiothisa colorata Grote, 1883.
- Semiothisa coninuaria (Eversmann, 1852).
- Semiothisa continuata (Walker, 1863).
- Semiothisa curvata (Grote, 1880).
- Semiothisa cyda (Druce, 1893).
- Semiothisa davisata (Cassino, 1928).
- Semiothisa delectata Hulst, 1887.
- Semiothisa denticulata Grote, 1883.
- Semiothisa distribuaria (Hübner, 1825).
- Semiothisa eremiata (Guénée, 1857).
- Semiothisa errata McDunnough, 1939.
- Semiothisa excurvata (Packard, 1874).
- Semiothisa fieldi (Swett, 1916).
- Semiothisa fissinotata (Walker, 1863).
- Semiothisa flaviterminata (Barnes et McDunnough, 1913).
- Semiothisa fraserata Ferguson, 1974.
- Semiothisa gilletteata (Dyar, 1904).
- Semiothisa gnophosaria (Guénée, 1857).
- Semiothisa granitata (Guénée, 1857).
- Semiothisa hebetata (Hulst, 1881).
- Semiothisa hypaethrata (Grote, 1881).
- Semiothisa indeterminata McDunnough, 1939.
- Semiothisa infimata (Guénée, 1857).
- Semiothisa irrorata (Packard, 1876).
- Semiothisa kuschea Guedet, 1939.
- Semiothisa liturata (Clerck, 1759).
- Semiothisa maculifascia (Hulst, 1896).
- Semiothisa maricopa (Hulst, 1898).
- Semiothisa meadiaria (Packard, 1874).
- Semiothisa mellistrigata (Grote, 1873).
- Semiothisa minorata (Packard, 1873).
- Semiothisa minuta (Hulst, 1896).
- Semiothisa multilineata (Packard, 1873).
- Semiothisa muscariata (Guénée, 1857).
- Semiothisa napensis McDunnough, 1939.
- Semiothisa neptaria (Guénée, 1857).
- Semiothisa nigricomma Warren, 1904.
- Semiothisa nigroalbana (Cassino, 1928).
- Semiothisa nubiculata (Packard, 1876).
- Semiothisa ocellinata (Guénée, 1857).
- Semiothisa ordinata (Walker, 1862).
- Semiothisa orillata (Walker, 1863).
- Semiothisa oweni (Swett, 1907).
- Semiothisa pallidata (Packard, 1873).
- Semiothisa parcata (Grossbeck, 1908).
- Semiothisa perplexata (Pearsall, 1913).
- Semiothisa pertinata McDunnough, 1939.
- Semiothisa pervolata (Hulst, 1880).
- Semiothisa piccoloi Rindge, 1976.
- Semiothisa pictipennata (Hulst, 1898).
- Semiothisa pinistrobata Ferguson, 1972.
- Semiothisa pluviata (Fabricius, 1798).
- Semiothisa pluviata (Fabricius, 1798).
- Semiothisa pormiscuata Ferguson, 1974.
- Semiothisa puertata (Grossbeck, 1912).
- Semiothisa punctolineata (Packard, 1873).
- Semiothisa quadrifasciata (Taylor, 1906).
- Semiothisa quadrinotaria (Herrich-Schäffer, 1855).
- Semiothisa respersata (Hulst, 1880).
- Semiothisa sanfordi Rindge, 1958.
- Semiothisa septemberata (Barnes et McDunnough, 1917).
- Semiothisa setonata (McDunnough, 1927).
- Semiothisa sexmaculata (Packard, 1867) - Arpenteuse verte du mélèze
- Semiothisa signaria (Hübner, 1809).
- Semiothisa signaria (Hübner, 1809).
- Semiothisa sirenata McDunnough, 1939.
- Semiothisa snoviata (Packard, 1876).
- Semiothisa spinata McDunnough, 1939.
- Semiothisa s-signata (Packard, 1873).
- Semiothisa stipularia (Barnes et McDunnough, 1913).
- Semiothisa sublacteolata Hulst, 1887.
- Semiothisa submarmorata (Walker, 1861).
- Semiothisa subminiata (Packard, 1873).
- Semiothisa spinata McDunnough, 1939.
- Semiothisa teucaria (Strecker, 1899).
- Semiothisa transitaria (Walker, 1861).
- Semiothisa trimaculata (Warren, 1906).
- Semiothisa triviata (Barnes et McDunnough, 1917).
- Semiothisa ulsterata (Pearsall, 1913).
- Semiothisa unipunctaria (W. S. Wright, 1916).
- Semiothisa vernata McDunnough, 1939.
- Semiothisa versitata (Pearsall, 1913).
- Semiothisa woodgateata (Cassino, 1928).
- Semiothisa yavapai (Grossbeck, 1907).